# Apatania malaisei
Apatania malaisei är en nattsländeart som först beskrevs av Douglas E. Kimmins 1950.  Apatania malaisei ingår i släktet Apatania och familjen Apataniidae. Inga underarter finns listade i Catalogue of Life.